# Tel Benat
Tel Benat (arabisch تل بنات, DMG Tall Banāt, auch al-Waleed) ist eine jesidische Kleinstadt im Norden des Iraks. Die Stadt liegt im Distrikt Sindschar südlich des Dschabal Sindschar im Gouvernement Ninawa. Der Ort gehört zu den umstrittenen Gebieten des Nordiraks.

## Geschichte
Tel Benat ist ein sogenanntes „Modelldorf“ (auch muǧammaʿāt genannt) und wurde zwischen 1965 und den 1970er Jahren gegründet. Für die Ansiedlung der Jesiden wurden andere jesidische Dörfer entvölkert. Im Jahr 1965 beschloss die damalige irakische Regierung die jesidischen Dörfer des Dschabal Sindschar zu zerstören und die Bewohner zur Umsiedlung zu zwingen. Die ca. 400 jesidischen Dörfer des Dschabal Sindschar wurden teilweise mit Bulldozern platt gewalzt und die Bewohner vertrieben. Das Baath-Regime bezeichnete diese erzwungenen Umsiedlungsmaßnahmen als Modernisierungsprojekte.
Tel Benat gehört wie die gesamte Region Sindschar und die gesamte Provinz Ninawa seit dem Sturz Saddam Husseins 2003 zu den umstrittenen Gebieten des Nordiraks. Das Dorf wurde bis August 2014 von kurdischen Peschmerga kontrolliert.
Im August 2014 wurde das Dorf vom Islamischen Staat überfallen und unter seine Kontrolle gebracht. Der IS wurde später aus dem Dorf und der gesamten Sindschar Region vertrieben und der Ort gilt als befreit und zurückerobert. Trotzdem sind bis jetzt  nur wenige Bewohner in das Dorf zurückgekehrt.

## Bevölkerung
Zu der Bevölkerung Tel Benat’s zählen ausschließlich Jesiden. Diese wurden aufgrund des Völkermords an den Jesiden 2014 durch den IS verschleppt, ermordet oder vertrieben. Viele Bewohner des Dorfes leben derzeit in Flüchtlingslagern in der Autonomen Region Kurdistan.